# Aigaliers
Aigaliers  [ɛɡalje] ist eine französische Gemeinde mit 534 Einwohnern (Stand 1. Januar 2022) im Département Gard in der Region Okzitanien (vor 2016 Languedoc-Roussillon); sie gehört zum Arrondissement Nîmes und zum Kanton Uzès. 

## Geographie
Aigaliers liegt etwa 23 Kilometer nördlich von Nîmes. Umgeben wird Aigaliers von den Nachbargemeinden Seynes im Norden und Nordwesten, Belvézet im Osten und Nordosten, Serviers-et-Labaume im Süden und Osten, Foissac im Süden und Südwesten, Baron im Südwesten sowie Saint-Just-et-Vacquières im Westen und Nordwesten. 

## Bevölkerungsentwicklung
| Jahr                       | 1962 | 1968 | 1975 | 1982 | 1990 | 1999 | 2006 | 2017 |
| Einwohner                  | 252  | 224  | 241  | 257  | 306  | 386  | 456  | 507  |
| Quellen: Cassini und INSEE |      |      |      |      |      |      |      |      |

## Sehenswürdigkeiten

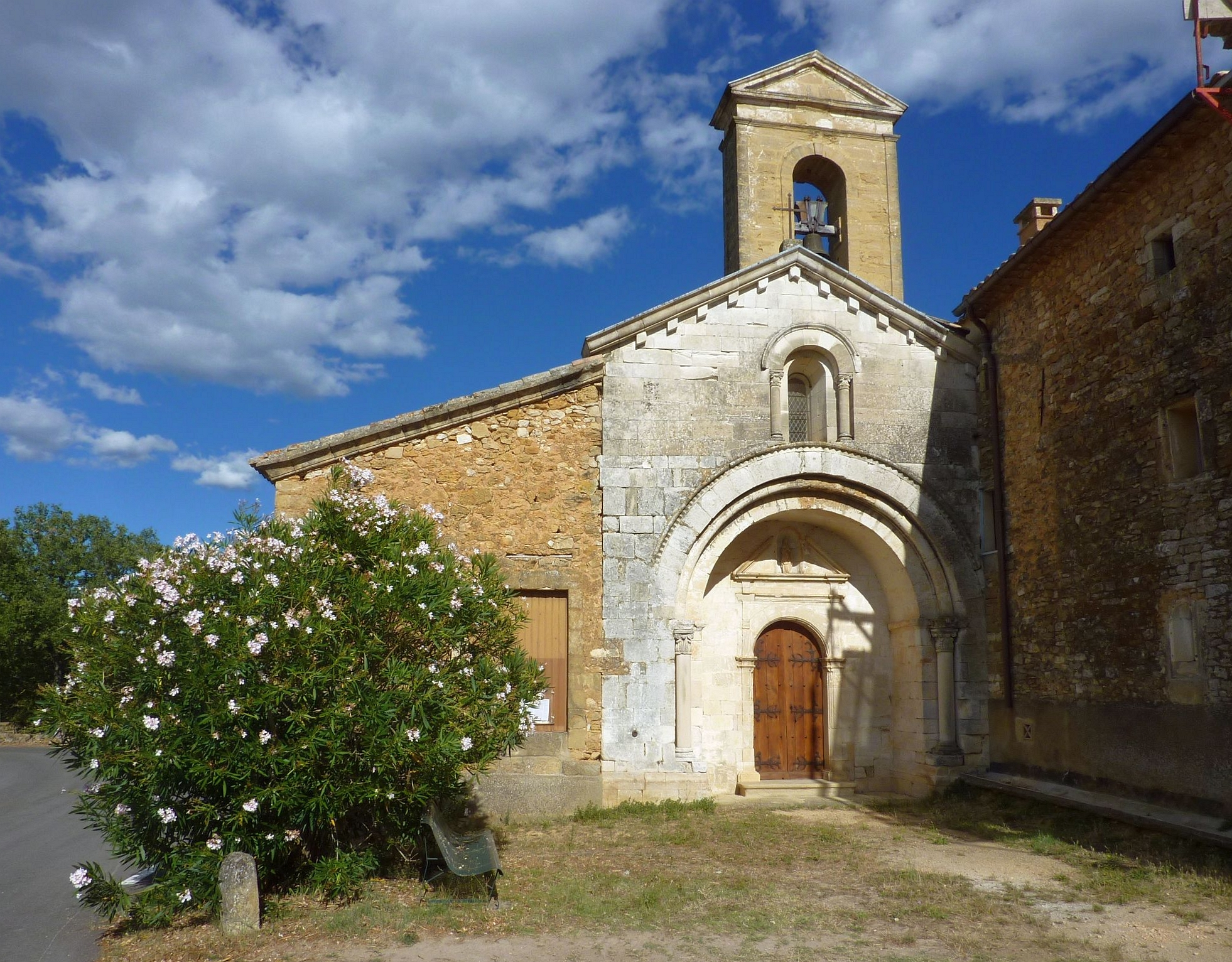
Kirche Notre-Dame

- Kirche Notre-Dame aus dem 12. Jahrhundert in der Ortschaft Gattigues
- Schloss Brueys